# Mari Eder
Mari Eder (* 9. November 1987 in Eno als Mari Laukkanen) ist eine ehemalige finnische Biathletin und Skilangläuferin.

## Leben
Mari Eder, Studentin aus Eno, betreibt seit 1999 Biathlon und gehört seit 2001 zum Nationalkader Finnlands. Die finnische Junioren-Biathletin der Saison 2005/06 wird von Tomi Kuutti trainiert und startet im Biathlon für den Kontiolahden Urheilijat (Kontiolahti Sport Club) sowie im Skilanglauf für Enon Kisa-Pojat.
Sie lebt in Thalgau im salzburgischen Flachgau und ist dort Mitglied in der Sport Union Nordic Thalgau, für die sie unter anderem bei skate the ring am Salzburgring an den Start geht.
Im Juli 2018 heiratete sie den ehemaligen österreichischen Biathleten Benjamin Eder.

## Karriere

### Biathlon

#### Anfänge
2005 nahm Mari Eder in ihrer finnischen Heimat, in Kontiolahti, erstmals an Juniorenweltmeisterschaften teil. Ihr bestes Ergebnis erreichte sie als Viertplatzierte mit der Staffel, im Einzel, dem Sprint und der Verfolgung kam sie auf Platzierungen zwischen 20 und 22. Ein Jahr später in Presque Isle konnte sie als Vierte in der Verfolgung nach Rang 13 im Sprint ihr bestes Einzelergebnis bei Juniorenweltmeisterschaften erreichen. Bei den Junioreneuropameisterschaften desselben Jahres kurz darauf in Langdorf gewann sie in dieser Wettkampfform die Goldmedaille und wurde zudem Fünfte im Einzel und Achte im Sprint. 2007 bei den Juniorenweltmeisterschaften in Martell erreichte sie in den Einzelrennen Ergebnisse zwischen Platz Elf und 13, mit der Staffel wurde sie Fünfte. Anschließend durfte Eder erstmals bei Biathlon-Weltmeisterschaften antreten. In Antholz konnte sich die Finnin als 43. für das Verfolgungsrennen qualifizieren, in diesem Wettkampf wurde sie jedoch als überrundete Athletin nicht gewertet. Mit der Damen-Staffel wurde Eder zudem 12., in der Mixed-Staffel 16.

#### Regelmäßige Einsätze im Weltcup (2007 bis 2013)

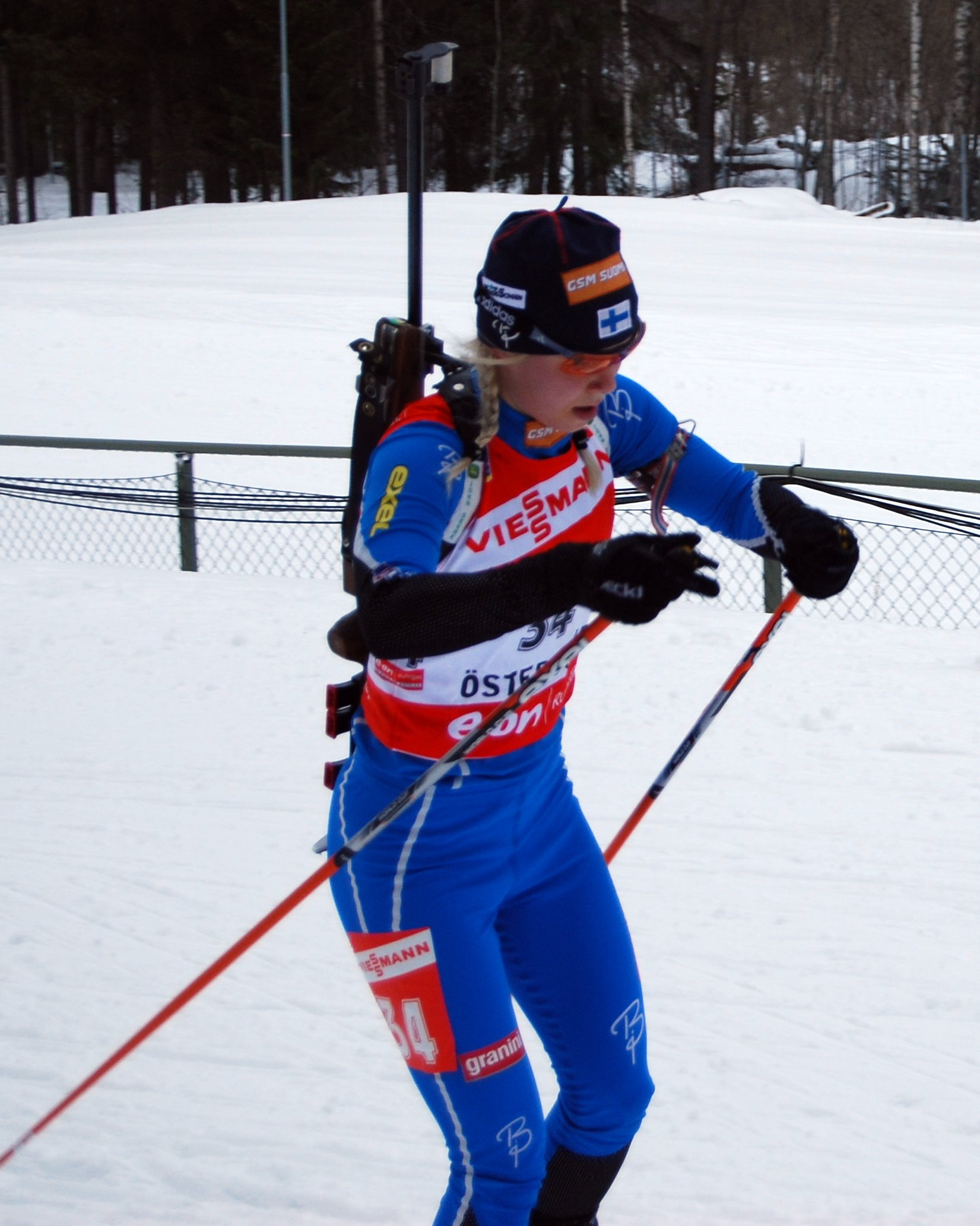
Eder während der Weltmeisterschaften 2008

Im Sommer trat Eder bei den Skiroller-Wettbewerben der Weltmeisterschaften im Sommerbiathlon an und verpasste sowohl im Sprint als auch in der Verfolgung als Viertplatzierte zweimal nur knapp Edelmetall. Seit der Saison 2007/08 gehört die Finnin zum Kader ihres Landes für den Biathlon-Weltcup. Sie gab ihr Debüt in Kontiolahti und wurde dort 79. im Sprintrennen. Letztmals nahm sie in Ruhpolding an Juniorenweltmeisterschaften teil. Auch beim vierten Mal verpasste die Athletin als Fünfte der Verfolgung nur knapp eine Medaille. Ihren internationalen Durchbruch konnte Eder bei den Biathlon-Weltmeisterschaften 2008 in Östersund feiern. Als 34. im Sprint und 33. der Verfolgung verpasste sie nur knapp den Gewinn erster Weltcuppunkte. Im Einzel erreichte sie Rang 47, mit der Mixed-Staffel wurde sie Zehnte und mit der Damen-Staffel 15. Der erstmalige Gewinn von Weltcuppunkten gelang der Finnin beim Weltcupfinale am Holmenkollen in Oslo, wo sie im Sprint den 26. Rang erreichte. Mari Eder nahm an den Olympischen Winterspielen 2010 teil. Ihr bestes Resultat war der 43. Platz im Einzel. Ihren Durchbruch im Weltcup hatte Eder in der Saison 2011/12. Dreimal platzierte sie sich unter den besten 20; am Holmenkollen in Oslo erreichte sie einen 14. Rang in einem Verfolgungsrennen nach einem 20. Platz im Sprint. Im Biathlon-Weltcup 2012/2013 erreichte sie im Sprint in Ruhpolding am 11. Januar 2013 ihr erstes Top-10-Ergebnis im Weltcup.

#### Erste Podiumsplatzierung im Weltcup (2013 bis 2015)
In der Saison 2013/2014 zeigte sich Mari Eder von Anfang an sehr laufstark. In mehreren Rennen erreichte sie Laufzeiten unter den besten zehn in der Loipe, durch Schwächen am Schießstand lagen ihre Ergebnisse jedoch oft außerhalb der Punkteränge. Nach einem 9. Platz im Sprint in Pokljuka überraschte Eder im heimischen Kontiolahti mit einem 3. Platz im Sprint. Mit der achtbesten Laufzeit und ohne Schießfehler erreichte sie hinter ihrer Teamkameradin Kaisa Mäkäräinen und der ebenfalls fehlerfreien Russin Olga Saizewa ihre erste Podiumsplatzierung im Weltcup.
In der Folgesaison konnte sie jedoch nicht mehr an diese Erfolge anknüpfen. Lediglich in den Sprintrennen in Oberhof und Ruhpolding erreichte sie jeweils den fünften Platz und damit die einzigen Top-10-Platzierungen in diesem Winter. Bei den Heimweltmeisterschaften in Kontiolahti war ein 16. Platz im Sprint ihr bestes Einzelergebnis der Veranstaltung, für den Massenstart konnte sie sich nicht platzieren. Die Saison beendete sie auf Gesamtrang 36.

#### Erkrankung und erste Siege im Weltcup (2015 bis 2017)
Auf die Saison 2015/16 bereitete sie sich verstärkt mit der österreichischen Damenmannschaft in Hochfilzen vor. Sie versuchte zudem, ihre Schießleistungen am Universitäts- und Landessportzentrum Salzburg Rif zu verbessern. Während des Winters hatte sie immer wieder mit gesundheitlichen Problemen zu kämpfen. Zwei Rennen beendete sie nicht und bei zwei weiteren musste sie kurzfristig den Start absagen. Sie verfehlte mehrmals die Qualifikation für ein Verfolgungsrennen und erreichte in keinem Rennen die Top 10. Bei den Biathlon-Weltmeisterschaften 2016 im norwegischen Oslo absolvierte sie die Mixedstaffel, den Sprint und das Verfolgungsrennen. Krankheitsbedingt verzichtete sie auf einen Start bei den weiteren Rennen und reiste vorzeitig aus Oslo ab. Um den Ursachen für ihre körperlichen Probleme auf den Grund zu gehen und um wieder vollständig gesund zu werden, beendete sie zu diesem Zeitpunkt die Saison vorzeitig. Wie bei vielen anderen Biathleten wurde bei Eder Pfeiffer-Drüsenfieber diagnostiziert.
Mari Eder entschied sich dagegen, ihre Karriere vorzeitig zu beenden. In der Vorbereitung auf die Saison 2016/17 trainierte sie erneut viel mit der österreichischen Mannschaft und arbeitete weiter an ihren Fähigkeiten am Schießstand. Sie nahm an den Sommerbiathlon-Weltmeisterschaften im estnischen Otepää teil und gewann gemeinsam mit Kaisa Mäkäräinen, Tuomas Grönman und Olli Hiidensalo die Mixedstaffel.
Vor allem läuferisch konnte sie einen großen Schritt nach vorne machen. Mit einer Ausnahme lag ihre Laufzeit immer innerhalb der zehn Besten eines Rennens, im letzten Rennen der Saison, dem Massenstart in Oslo, setzte sie zudem die Laufbestzeit. Die Wettkämpfe in Ruhpolding ließ sie aus, um sich für eine Teilnahme an den Nordischen Skiweltmeisterschaften 2017 im finnischen Lahti zu qualifizieren. Bei den Biathlon-Weltmeisterschaften 2017 in Hochfilzen verfehlte sie im Einzelwettkampf um einen Rang die Bronzemedaille, es war ihr erstes Top-10-Ergebnis in dieser Disziplin. Während des Weltcups in Pyeongchang befand sie sich in Lahti, im Langlaufsprint konnte sie sich knapp nicht für das Finale qualifizieren. Als Achte war sie jedoch mit Abstand die beste finnische Athletin in diesem Wettkampf. Zurück im Weltcup schoss sie beim Sprint in Oslo das erste Mal seit ihrem Podiumserfolg 2014 in Kontiolahti wieder fehlerfrei und gewann ihr erstes Weltcuprennen. Sie ging als Führende in die Verfolgung und gewann mit nur einem Schießfehler dieses Rennen. Es war erst das zweite Mal, dass Eder in einem Rennen mit vier Schießeinlagen nur eine Scheibe nicht traf. Das erste Mal war im Februar 2012, ebenfalls in einem Verfolgungsrennen in Oslo. Ihren zweiten Sieg widmete sie ihrem Schießtrainer und engen Vertrauten Asko Nuutinen. Dieser hatte eine Woche zuvor während des Weltcups in Kontiolahti einen Herzinfarkt erlitten, an dessen Folgen er in der Nacht zuvor verstorben war. Die finnische Mannschaft trug deshalb an diesem Tag Trauerflor.

#### Dritte Olympiateilnahme und erneute Krankheitspause (seit 2017)
In der Saison 2017/18 konnte Mari Eder nicht an die Erfolge des vergangenen Winters mit den zwei Weltcupsiegen beim Saisonfinale in Oslo anknüpfen. Die beste Platzierung des Winters war ein Zwölfter Platz beim Sprint in Annecy/Le Grand-Bornand. Sie nahm an den Olympischen Winterspielen 2018 in Pyeongchang teil, verpasste jedoch die Qualifikation für das Verfolgungsrennen und erreichte auch im Einzelwettkampf über 15 km nur den 42. Rang. Trotzdem wurde sie für den Teamsprint im Langlaufen nominiert, gemeinsam mit Krista Pärmäkoski verfehlte sie als Fünfte knapp die Medaillenränge.
Im Sommer 2018 heiratete sie Benjamin Eder und ging in der Folge als Mari Eder an den Start. Nach der Teilnahme an den Weltcuprennen in Slowenien und Österreich zum Beginn der Saison 2018/19 musste Eder erneut aus gesundheitlichen Gründen eine Wettkampfpause einlegen. Sie bestritt gegen Ende des Winters noch ein Rennen im zweitklassigen IBU-Cup in Otepää, erreicht dort jedoch trotz des deutlich schlechteren Leistungsniveaus gegenüber dem Weltcup nur einen 38. Platz.
Anfang des Winters 2019/20 gab Eder an, wieder gesund zu sein und ging wieder im Weltcup an den Start.

### Langlauf
Neben Biathlon betreibt Eder Skilanglauf und nimmt seit 2005 immer wieder in Wettbewerben, meist unterklassigen Rennserien wie dem Scandinavian Cup teil. 2007 nahm sie in Tarvisio an ihren ersten Juniorenweltmeisterschaften teil und belegte über 5 Kilometer Freistil Platz elf. Ein Jahr später gab sie in Lahti bei einem Freistil-Sprint ihr Debüt im Skilanglauf-Weltcup und lief auf den 23. Platz. Bei den finnischen Meisterschaften 2009 in Jämijärvi gewann sie im Freistil-Sprint die Bronzemedaille und wurde Fünfte über 15 Kilometer Klassisch. Am 26. Januar 2010 konnte sie bei den Nordischen Juniorenweltmeisterschaften im Sprint die Goldmedaille gewinnen Während der Biathlon-Weltcupsaison 2013/2014 startete sie bei mehreren Sprintrennen im Langlaufweltcup, ihr bestes Ergebnis war ein 14. Platz im finnischen Lahti. Bei den Olympischen Winterspielen 2014 startete sie ebenfalls im Sprint und erreichte den 15. Platz. Im Sommer 2015 und 2016 nahm sie an „skate the ring“ am Salzburgring teil und gewann beide Male die Skirollerwertung über 30 km. Bei den Nordischen Skiweltmeisterschaften 2017 in Lahti verstärkte Eder erneut die finnische Damenmannschaft und konnte sich im Halbfinale des Damensprints nur knapp nicht für das Finale qualifizieren. Am Ende belegte sie den 8. Rang und war damit beste Finnin im Bewerb. 2018 wurde sie bei den Olympischen Winterspielen in Pyeongchang für den Teamsprint im Freistil nominiert, gemeinsam mit Krista Pärmäkoski verfehlte sie als Fünfte die Medaillenränge nur um etwa 20 Sekunden. Der Rückstand auf die siegreiche Mannschaft aus den Vereinigten Staaten betrug knapp 23 Sekunden.

## Leistungsentwicklung

### Langlauf

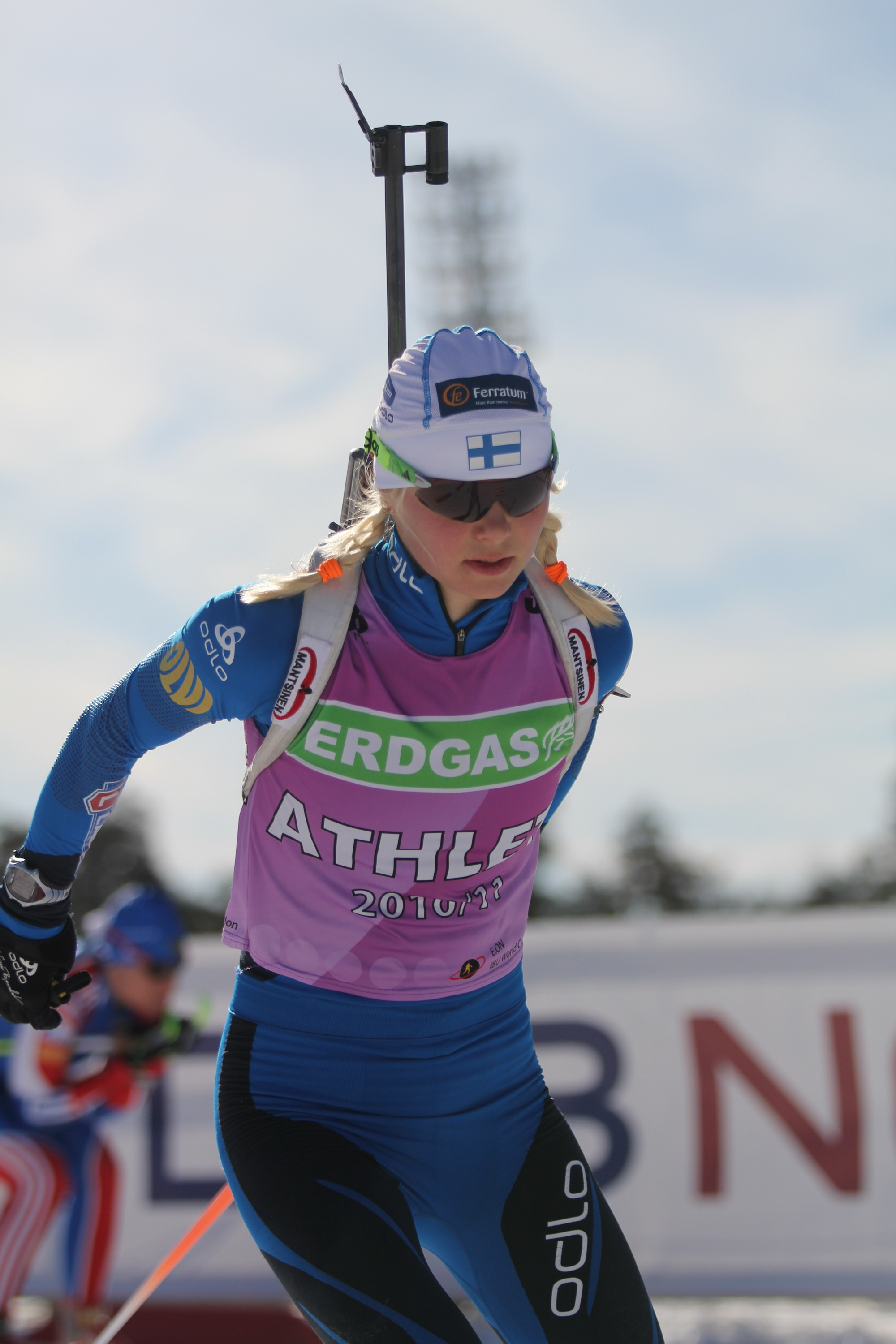

In ihren ersten Jahren im Biathlon-Weltcup gehörte Mari Eder zu den schlechteren Langläuferinnen im Feld. Ähnlich wie bei ihrer Mannschaftskollegin Kaisa Mäkäräinen erarbeitete sie sich ihre heutige Laufstärke im Laufe der Zeit.
Ihre ersten Laufzeiten innerhalb der besten zehn Athletinnen eines Rennens erreichte sie beim Sprint und dem Verfolgungsrennen in der Saison 2010/11 am Holmenkollen in Oslo. Im folgenden Winter erreichte sie erneut zwei Top-10-Laufzeiten, in den restlichen Rennen lag ihre Leistung in dieser Teildisziplin fast ausschließlich außerhalb der besten 20.
Ab der Saison 2013/14 konnte sie ihre Laufleistung deutlich steigern. Sechs Top-10-Laufzeiten sowie mit zwei Ausnahmen alle Ergebnisse innerhalb der 30 Schnellsten eines Rennens belegen diese Entwicklung. Im Weltcup 2014/15 erreichte sie im Verfolgungsrennen in Hochfilzen mit der dritten Laufzeit ihre bis dahin beste Leistung. Sieben weitere Top-10-Zeiten stehen in diesem Winter zu Buche und mit einer Ausnahme beendete sie alle Rennen innerhalb der 20 schnellsten Läuferinnen.
Der Winter 2015/16 brachte jedoch einen Rückschlag in dieser Entwicklung. Von Anfang an konnte Eder nicht an die Leistungen des Vorjahres anknüpfen. Wegen körperlicher Probleme beendete sie zwei Rennen vorzeitig und bei zwei weiteren ging sie nicht an den Start. Nach dem Verfolgungsrennen bei den Weltmeisterschaften 2016 in Oslo beendete sie sowohl die Titelkämpfe als auch ihre Saison vorzeitig, um ihren körperlichen Problemen auf den Grund zu gehen. Bei ihr wurde kurze Zeit später Pfeiffer-Drüsenfieber festgestellt.
Mari Eder konnte sich überdurchschnittlich schnell von dieser Erkrankung erholen und erreichte im ersten Rennen der neuen Saison die viertbeste Laufzeit. Mit einer Ausnahme beendete sie alle Rennen des Winters unter den schnellsten zehn Läuferinnen und hatte damit eine ähnlich gute Quote wie Kaisa Mäkäräinen. Im letzten Rennen der Saison, dem Massenstart am Holmenkollen in Oslo, setzte sie zum ersten Mal in ihrer Karriere die Laufbestzeit. In diesem Winter ging sie zudem bei ihren Heimweltmeisterschaften in Lahti an den Start. Im Sprint verfehlte sie nur knapp die Qualifikation für das Finale, am Ende wurde sie mit einem achten Platz beste Finnin in diesem Wettkampf. Für die Staffel wurde sie nicht aufgestellt.

### Schießen

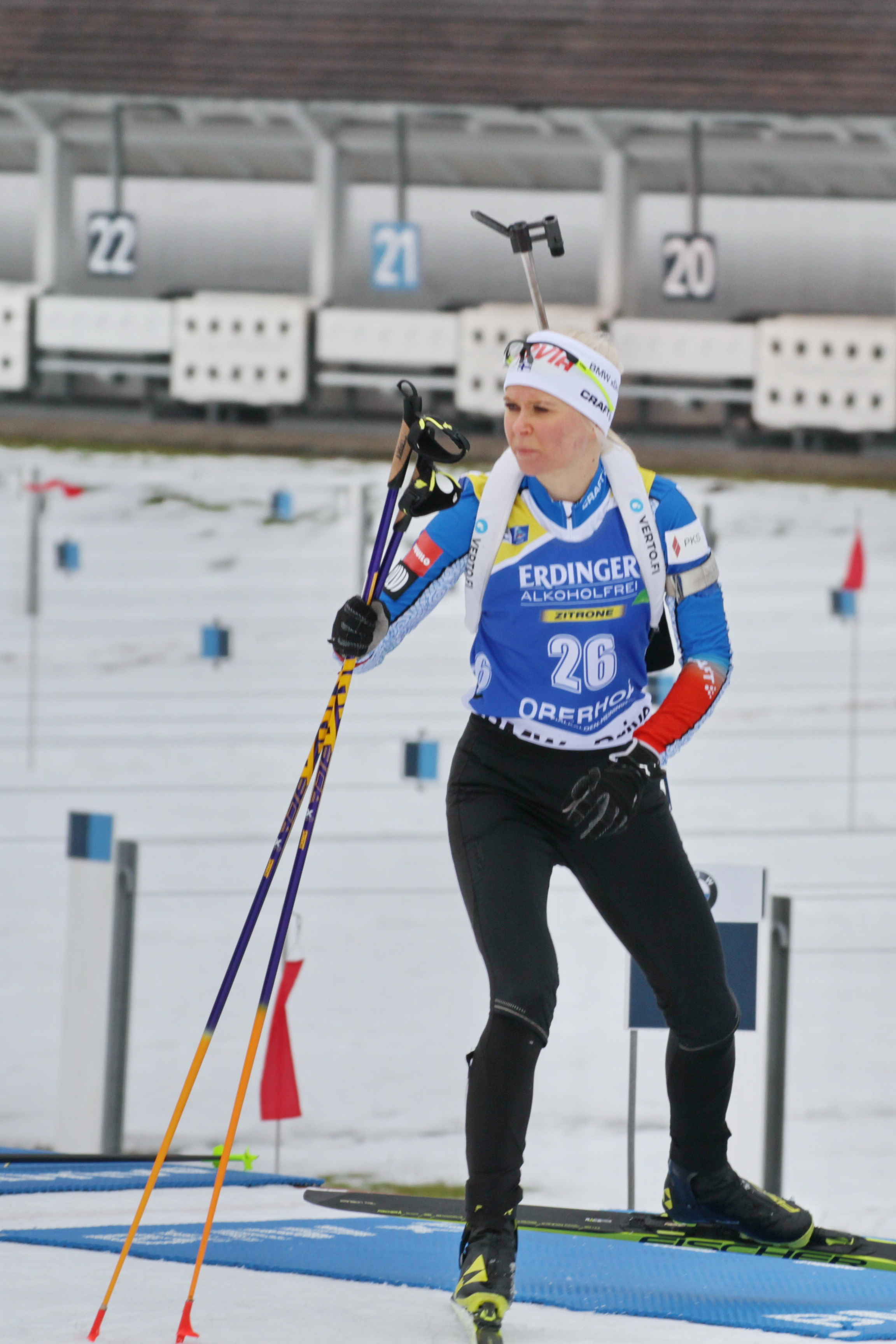

In ihrer ersten Saison im Weltcup nahm Mari Eder nur an den Biathlon-Weltmeisterschaften 2007 in Antholz teil. Sie lief das Sprintrennen und wurde im anschließenden Verfolgungsrennen überrundet. Außerdem bestritt sie beide Staffelrennen bei den Titelkämpfen. Mit nur drei gewerteten Rennen hat die Statistik für dieses Jahr wenig Aussagekraft. Ihre Gesamttrefferleistung bewegte sich mit knapp 76 % jedoch in etwa in einem Bereich, wo sie in späteren Jahren zu finden war. Ein ähnliches Bild ergibt sich in den Jahren 2007/08 sowie 2008/09. Eder bestritt in dieser Zeit weniger als die Hälfte aller Rennen und ihre Trefferleistung schwankte stark. 2007/08 lag diese bei 82 % und 2008/09 bei unter 63 %, was im Durchschnitt mit gut 72 % jedoch wieder ihre damalige Leistungsfähigkeit widerspiegelte.
Ab dem Biathlon-Weltcup 2009/10 nahm Eder regelmäßig an Weltcuprennen teil, ab dieser Zeit lassen sich ihre Trefferquoten besser vergleichen. In diesem Winter lag ihre Trefferquote bei knapp 72 %, ihr schlechtestes Ergebnis hatte sie beim Sprint in Oberhof, wo sie die Hälfte aller Scheiben nicht traf und am Ende den 53. Platz belegte. In den nächsten beiden Jahren bewegte sich ihre Quote bei 70 % bis 73 %.
Im Winter 2012/13 schoss sie beim Sprint in Ruhpolding das erste Mal in ihrer Karriere in einem Weltcuprennen fehlerfrei, am Ende belegte sie den 10. Platz und erreichte damit das erste Top-10-Ergebnis im Weltcup. Andere Rennen verliefen nicht so erfolgreich, beim Verfolgungsrennen am Holmenkollen musste sie neun Strafrunden laufen.
Mari Eder erreichte in der Saison 2013/14 ihre erste Podiumsplatzierung beim Heimweltcup in Kontiolahti, als sie nach fehlerfreiem Schießen Dritte hinter ihrer Mannschaftskameradin Kaisa Mäkäräinen und Olga Saizewa wurde. In zwei weiteren Sprintrennen verfehlte sie nur eine Scheibe, in dieser Saison fiel ihre Gesamttrefferquote jedoch erstmals auf unter 70 %. Die Ursache dafür waren mehrere Rennen mit vier Schießeinlagen, in denen sie viele Fehler schoss. Beim Auftaktrennen des Winters, dem Einzelwettkampf im schwedischen Östersund, traf sie mehr als die Hälfte der Scheiben nicht. Ein ähnliches Bild zeigt sich 2014/15, als sie weiterhin immer wieder gute Schießergebnisse in den Sprintrennen hatte, in Wettkämpfen mit vier Schießeinlagen jedoch sieben, acht oder gar zehn Scheiben nicht traf.
Erst zum Winter 2015/16 verbesserten sich Eders Trefferleistungen. In der Vorbereitung auf diese Saison hatte sie am Universitäts- und Landessportzentrum Salzburg/Rif ihr Schießen mittels Lasertechnik analysieren lassen und arbeitete weiter daran, ihre Trefferquote zu verbessern. Trotz vieler Schießfehler zeigt ihre Quote, insbesondere im stehenden Anschlag, dass diese Maßnahmen erfolgreich waren. Obwohl sie die Saison wegen einer Erkrankung mit Pfeiffer-Drüsenfieber vorzeitig beenden musste, stand am Ende eine durchschnittliche Trefferleistung von knapp 77 % zu Buche. Ihre Erkrankung konnte Eder schnell überwinden und nach einer normalen Vorbereitung bereits wieder an den ersten Wettkämpfen der Saison 2016/17 teilnehmen. Beim Einzelrennen in Östersund traf sie jedoch erneut nur die Hälfte aller Scheiben. Beim Einzelrennen in Antholz waren es nur noch drei Fehler, damit sicherte sie sich zum ersten Mal in ihrer Karriere Weltcuppunkte in dieser Disziplin. Bei den Biathlon-Weltmeisterschaften 2017 verfehlte sie mit nur einem Fehler im Einzel als Vierte das Podium knapp. Es war ihr bestes Ergebnis in dieser Disziplin und das erste Mal in ihrer Karriere, dass sie in einem Rennen mit vier Schießeinlagen nur einen Fehler schoss. Beim letzten Weltcup der Saison am Holmenkollen in Oslo überraschte Eder mit einem Sieg im Sprint, nachdem sie fehlerfrei geschossen hatte. Sie ging als Erste in das Verfolgungsrennen, verfehlte erneut nur eine Scheibe und gewann dieses Rennen. Sie widmete diesen Sieg Asko Nuutinen, der lange Zeit der Schießtrainer der finnischen Mannschaft und ein enger Vertrauter von ihr war. Nuutinen erlitt eine Woche zuvor beim Weltcup in Kontiolahti einen Herzinfarkt und war in der Nacht zuvor an den Folgen verstorben. Mit diesen beiden Siegen qualifizierte sich Eder für das letzte Rennen der Saison. Im Massenstart schoss sie liegend zwei Fehler, wurde mit der besten Laufzeit jedoch noch Sechste.

## Statistiken (Biathlon)

### Weltcupplatzierungen
Die Tabelle zeigt alle Platzierungen (je nach Austragungsjahr einschließlich Olympische Spiele und Weltmeisterschaften).
- 1.–3. Platz: Anzahl der Podiumsplatzierungen
- Top 10: Anzahl der Platzierungen unter den ersten zehn (einschließlich Podium)
- Punkteränge: Anzahl der Platzierungen innerhalb der Punkteränge (einschließlich Podium und Top 10)
- Starts: Anzahl gelaufener Rennen in der jeweiligen Disziplin
- Staffel: inklusive Mixed- und Single-Mixed-Staffeln

| Platzierung              | Einzel | Sprint | Verfolgung | Massenstart | Staffel | Gesamt |
| ------------------------ | ------ | ------ | ---------- | ----------- | ------- | ------ |
| 1. Platz                 |        | 1      | 1          |             |         | 2      |
| 2. Platz                 |        |        |            |             |         |        |
| 3. Platz                 |        | 1      |            |             |         | 1      |
| Top 10                   | 1      | 8      | 2          | 1           | 17      | 29     |
| Punkteränge              | 6      | 52     | 37         | 14          | 78      | 187    |
| Starts                   | 30     | 109    | 66         | 14          | 79      | 298    |
| Stand: 31. Dezember 2021 |        |        |            |             |         |        |

### Weltcupsiege
| Nr. | Datum         | Ort  | Disziplin  |
| --- | ------------- | ---- | ---------- |
| 1.  | 17. März 2017 | Oslo | Sprint     |
| 2.  | 18. März 2017 | Oslo | Verfolgung |

### Weltcupwertungen
Ergebnisse bei Biathlon-Weltcups (Disziplinen- und Gesamtweltcup) gemäß Punktesystem
| Saison  | Einzel | Einzel | Sprint | Sprint | Verfolgung | Verfolgung | Massenstart | Massenstart | Gesamt | Gesamt |
| Saison  | Platz  | Punkte | Platz  | Punkte | Platz      | Punkte     | Platz       | Punkte      | Platz  | Punkte |
| ------- | ------ | ------ | ------ | ------ | ---------- | ---------- | ----------- | ----------- | ------ | ------ |
| 2007/08 | –      | –      | 61.    | 5      | –          | –          | –           | –           | 73.    | 5      |
| 2009/10 | –      | –      | 78.    | 9      | 67.        | 9          | –           | –           | 83.    | 18     |
| 2010/11 | –      | –      | 56.    | 33     | 51.        | 28         | –           | –           | 57.    | 61     |
| 2011/12 | –      | –      | 32.    | 106    | 33.        | 59         | 36.         | 30          | 36.    | 195    |
| 2012/13 | –      | –      | 47.    | 54     | –          | –          | 39.         | 16          | 57.    | 70     |
| 2013/14 | –      | –      | 21.    | 140    | 61.        | 21         | –           | –           | 42.    | 161    |
| 2014/15 | –      | –      | 15.    | 178    | 55.        | 21         | 42.         | 14          | 36.    | 213    |
| 2015/16 | –      | –      | 56.    | 34     | 58.        | 22         | 42.         | 21          | 62.    | 77     |
| 2016/17 | 9.     | 73     | 30.    | 99     | 27.        | 124        | 24.         | 64          | 26.    | 360    |
| 2017/18 | 31.    | 23     | 35.    | 82     | 40.        | 56         | 44.         | 14          | 37.    | 175    |

### Weltmeisterschaften
Ergebnisse bei Biathlon-Weltmeisterschaften
| Weltmeisterschaften | Weltmeisterschaften         | Einzel | Sprint | Verfolgung | Massenstart | Staffel   | Mixed-Staffel |
| Jahr                | Ort                         | Einzel | Sprint | Verfolgung | Massenstart | Staffel   | Mixed-Staffel |
| ------------------- | --------------------------- | ------ | ------ | ---------- | ----------- | --------- | ------------- |
| 2007                | Antholz                     | –      | 43.    | LAP        | –           | 12.       | 16.           |
| 2008                | Östersund                   | 34.    | 33.    | 47.        | –           | 15.       | 10.           |
| 2009                | Pyeongchang                 | –      | 55.    | 47.        | –           | 15.       | 6.            |
| 2010                | Chanty-M. (Mixedstaffel-WM) |        |        |            |             |           | 18.           |
| 2011                | Chanty-Mansijsk             | 41.    | 29.    | LAP        | –           | 10.       | 9.            |
| 2012                | Ruhpolding                  | 60.    | 15.    | 25.        | 27.         | LAP (18.) | 16.           |
| 2013                | Nové Město                  | 63.    | 60.    | 46.        | –           | LAP (21.) | 18.           |
| 2015                | Kontiolahti                 | 65.    | 16.    | 30.        | –           | 17.       | 9.            |
| 2016                | Oslo                        | –      | 52.    | 45.        | –           | –         | 18.           |
| 2017                | Hochfilzen                  | 4.     | 57.    | DNS        | –           | 15.       | 10.           |

### Olympische Winterspiele
Ergebnisse bei Olympischen Winterspielen:
|                                             | Einzelwettbewerbe | Einzelwettbewerbe | Einzelwettbewerbe | Einzelwettbewerbe | Staffelwettbewerbe | Staffelwettbewerbe |
| Sprint                                      | Verfolgung        | Einzel            | Massenstart       | Damenstaffel      | Mixedstaffel       |                    |
| ------------------------------------------- | ----------------- | ----------------- | ----------------- | ----------------- | ------------------ | ------------------ |
| Olympische Winterspiele 2010 \| Vancouver   | 67.               | –                 | 42.               | –                 | –                  | –                  |
| Olympische Winterspiele 2014 \| Sotschi     | 35.               | DNS               | DNS               | –                 | –                  | –                  |
| Olympische Winterspiele 2018 \| Pyeongchang | 64.               | –                 | 42.               | –                 | 15.                | –                  |
| Olympische Winterspiele 2022 \| Peking      | 28.               | 30.               | 32.               | –                 | 16.                | 11.                |